# 霍尔迪·桑佩尔·蒙塔尼亚
霍尔迪·桑佩尔·蒙塔尼亚（1990年4月23日—）是一位加泰隆尼亞網球運動員。他現在參加ATP挑戰巡迴賽的賽事。2013年9月16日，他創下自己的最高世界排名記錄，為第211位。他的弟弟塞爾吉·桑佩爾是一位足球運動員。